# سعيد الشهابي
سعيد الشهابي (مواليد 1954) ناشط سياسي وصحفي ومعلق بحريني مقيم في لندن بالمملكة المتحدة. كما أنه عضو في حركة أحرار البحرين.
حصل الشهابي على شهادة البكالوريوس والدكتوراه في هندسة التحكم من جامعة سيتي يونفيرسيتي لندن.
وفقا لمركز دراسة الإرهاب الذي يقع مقره في لندن فإن الشهابي كان يقوم بتحرير المجلة الأسبوعية العالم من 1983 إلى 1999. بالإضافة إلى كونه رئيسا للنادي الثقافي الخليجي بمثابة فهو عضو مجلس إدارة في جمعيات خيرية إسلامية موجودة في لندن هما دار الحكمة ومؤسسة أبرار الإسلامية ويكتب بانتظام لصحيفتي القدس ومسلم نيوز.
تصف بي بي سي الشهابي بأنه زعيم جماعة المعارضة البحرينية في لندن.

## العلاقة بإيران
كشفت صحيفة لندن إيفننج ستاندارد البريطانية في تقرير لها عن الكثير من الأدلة التي تثبت وجود علاقة مباشرة بين الشهابي والنظام الإيراني.
قال التقرير أن خطابات التأييد التي ألقاها الشهابي في مسجد ميدا فال دعما للزعامات المتشددة في النظام الإيراني حيث اعتبر الشهابي الثورة الإيرانية المناهضة للديمقراطية هدية إلهية. بالإضافة إلى عمله مدة 13 سنة في مكاتب مملوكة للحكومة الإيرانية بالقرب من شارع أولد ستريت تكشف بوضوح هذه العلاقة الوثيقة. عندما بدأ الشهابي العمل خلال التسعينات في بريطانيا فقد كانت الجهة المالكة لهذه المكاتب هي شركة برودروس المحدودة. وقد أظهرت السجلات أن عقارات شركة برودروس المحدودة تم تأجيرها للحكومة الإيرانية وأحد المسؤولين فيها وهو الدكتور علي حلمي الملحق الثقافي لدى السفارة الإيرانية في لندن. كما أن العنوان التجاري لمكتبة داخل المسجد يطلق عليه المركز الإسلامي في إنكلترا على نفس عنوان إقامة الشهابي في ويليسدين.
بحسب التقرير أكد باتريك ميرسير عضو في البرلمان البريطاني وخبير في الشؤون الأمنية أن «روابط الشهابي مع نظام القمع الإيراني مقلق للغاية ومثير للحرج للذين اعتبروه إحدى الشخصيات الموثوقة والجديرة بالتعليق على ما يجري في البحرين» في إشارة إلى تصريحات الشهابي التي نشرتها صحيفة فاينانشال تايمز البريطانية وصحيفة وول ستريت جورنال الأمريكية وقيامه بعقد مؤتمر صحفي في مجلس اللوردات البريطاني طالب فيه بإسقاط النظام الملكي في البحرين.
كما أشار التقرير إلى تصريحات أدلى بها الشهابي لوكالة أنباء باكستانية عام 2009 يدعم فيها النظام النووي الإيراني حيث قال: «يحاول الغرب بكل جهد منع إيران من الحصول على الطاقة النووية وذلك بكل بساطة لأنهم لا يريدون أن تمتلك طهران تكنولوجيا متقدمة».
أشارت عدة تقارير إلى أن الشهابي يملك بيتا كبيرا فخما يعيش فيه ويقدر سعره في السوق بثلاثة ملايين جنيه إسترليني ولديه كذلك 13 شقة يقدر سعرها بأكثر من 6 ملايين جنيه إسترليني وكلها شقق مؤجرة ويعود مبلغ إيجارها الشهري إلى جيبه الخاص. بالإضافة إلى مكاتبه الخاصة الواقعة في مبنى كرفتون بالشارع المتفرع من الإجوير رود فإن مكاتب الشهابي تحتل الطابق الخامس كاملا وبه قاعة كبيرة للندوات والمبنى ملك مؤسسة الأبرار الإسلامية وهي تابعة للقنوات الفضائية الإيرانية التي تديرها السلطات الإيرانية من طهران.